# Nguyễn Thị Mai (thẩm phán)
Nguyễn Thị Mai (sinh năm 1964) là thẩm phán người Việt Nam. Bà từng giữ chức vụ Chánh án Tòa án nhân dân thành phố Hải Phòng (2011-2019). Bà là đảng viên Đảng Cộng sản Việt Nam.

## Tiểu sử
Nguyễn Thị Mai sinh ngày 16 tháng 6 năm 1964, quê quán tại xã Minh Đức, huyện Tiên Lãng, thành phố Hải Phòng.
Nguyễn Thị Mai có bằng Thạc sĩ Luật.
Nguyễn Thị Mai từng là Chánh tòa Tòa Hành chính Tòa án nhân dân thành phố Hải Phòng.
Sau đó, bà được điều động giữ chức vụ Trưởng phòng nội chính, Phó Văn phòng Thành ủy Hải Phòng.
Năm 2010, Nguyễn Thị Mai được bổ nhiệm giữ chức vụ Phó Chánh án Tòa án nhân dân thành phố Hải Phòng.
Ngày 22 tháng 6 năm 2011, Nguyễn Thị Mai được Chánh án Tòa án nhân dân tối cao Việt Nam bổ nhiệm giữ chức vụ Chánh án Tòa án nhân dân thành phố Hải Phòng nhiệm kì 5 năm kể từ ngày 22 tháng 6 năm 2011. Hai Phó Chánh án Tòa án nhân dân thành phố Hải Phòng cùng được bổ nhiệm là Phạm Đức Tuyên và Phạm Văn Phích.
Tháng 7 năm 2016, bà trúng cử Hội đồng nhân dân thành phố Hải Phòng, bà là Ủy viên thành ủy Hải Phòng, Đại biểu huyện Thủy Nguyên.
Năm 2017, 2018, Nguyễn Thị Mai là Chánh án Tòa án nhân dân thành phố Hải Phòng, Bí thư Ban cán sự Đảng Cộng sản Việt Nam Tòa án nhân dân thành phố Hải Phòng.
Tháng 5 năm 2019, Nguyễn Thị Mai nghỉ công tác, thôi chức Chánh án TAND thành phố Hải Phòng, thay thế bà là ông Phạm Đức Tuyên, Phó Chánh án TAND TP Hải Phòng.